# ای.ای. کلایو
ای. ای. کلایو (انگلیسی: E. E. Clive؛ ۲۸ اوت ۱۸۷۹ – ۶ ژوئن ۱۹۴۰) یک هنرپیشه اهل بریتانیا بود.
از فیلم‌ها یا برنامه‌های تلویزیونی که وی در آن نقش داشته است می‌توان به دیشب را به‌خاطر داری؟، مرد نامرئی، بانوی برچسب‌خورده، خبرنگار خارجی، عروس فرانکنشتاین، غرور و تعصب، طلاق گی، دیوید کاپرفیلد، درنده باسکرویل، ماجراهای شرلوک هولمز، مادر مجرد، کمیل، کاپیتان بلاد، داستان دو شهر و لویدز لندن اشاره کرد.